# Qualcosa di personale (romanzo)
Qualcosa di personale (Cross Justice) è un romanzo poliziesco dello scrittore statunitense James Patterson e fa parte di una serie di romanzi sul detective Alex Cross.

## Trama
Quando suo cugino è accusato di un crimine atroce, Alex Cross torna nella sua città natale nella Carolina del Nord per la prima volta in oltre trent'anni. Mentre cerca di provare l'innocenza di suo cugino in una città in cui tutti sembrano essere in fuga, Cross scopre un segreto di famiglia che lo costringe a mettere in discussione tutto ciò che abbia mai conosciuto. Mentre è in procinto di catturare un assassino, Alex cerca anche di scoprire la verità sul suo passato, ma le risposte che trova potrebbero essere fatali.

## Edizioni
- James Patterson, Qualcosa di personale: Un caso di Alex Cross, Longanesi, 2019, ISBN 978-88-304-5432-3.